# Solange La Frange
Solange La Frange est un groupe de musique suisse.
Duo de DJs et groupe de rock electro-punk formé à Vevey en Suisse. Nommé d’abord Foxy Boop and the Man with a Sweet Case, ils ont pris le nom de Solange La Frange en 2004, référence à « leur coupe de cheveux et au prénom de la grand-mère de Julie » selon leurs propres dires.

## Biographie
Solange la Frange est créé en 2002 par Julie Hugo et Tristan Basso, diplômés de l’École d’Arts Appliqués de Vevey. Évoluant d’abord en tant que DJs, ils passent plusieurs années à sillonner la Suisse en mixant de la musique électro-clash entre tech, punk et rock.
Début 2005, ils entreprennent de créer leur propre musique, d’abord pour nourrir leurs sets DJ mais, à l’occasion de la Fête de la Musique 2005, ils se produisent en trio avec Tristan aux beats et aux machines, Julie au chant et Pat Vermeulen aux claviers et à la basse. Pat n’étant pas disponible à long terme, Tristan et Julie recrutent Luca Manco à la basse pour poursuivre cette nouvelle formule. 
Leur performance scènique et leur musique leur permet ensuite d’assurer  des premières parties de groupes renommés (The Kills, Philippe Katerine, Gossip et CSS, entre autres) et d’être invités par des festivals importants à travers l’Europe (Les Vieilles Charrues, Eurockéennes de Belfort, Printemps de Bourges, Montreux Jazz Festival, Paléo Festival, Eurosonic, Les femmes s’en mêlent ou encore les Transmusicales de Rennes). 
En 2007, le duo de DJ – qui poursuit ses performances en parallèle - remporte le premier prix de la iPod Battle Ballantines pendant que le groupe gagne en 2008 le prix de la meilleure démo (catégorie rock) du festival M4Music à Zurich.
Leur album Solange La Frange, sorti en 2010 et qui succède à Reykjavik (2007), a été enregistré à Bristol par Alistair Chant, mixé à Fribourg par Bertrand Siffert et illustré par Thomas Koenig, qui assiste également Mary Smith à la réalisation du clip « Grind ».
En mars 2014, Solange La Frange sort un deuxième album intitulé "MouVmenT" dont le son très rock est de plus en plus imprégné de leur expérience de la scène.
En juillet 2014, un titre composé et interprété par Julie Hugo en collaboration avec le duo électro Make The Girl Dance, "Dancing in Nowhere" se retrouve sur la bande son du film "Lucy" de Luc Besson.

## Membres
- Tristan Basso : claviers, machines, backing vocals (1978)
- Julie Hugo : chant (1980)
- Luca Manco : basse, guitares, backing vocals (1985)

- Pat Vermeulen : claviers et basse (remplacé par Luca Manco en 2006)

## Discographie

### Albums
- MouVmenT (Two Gentlemen, 2014)
- Solange La Frange (Two Gentlemen, 2010)
- Reykjavik (Poor Records, 2007) - 3 titres originaux et 7 remix

### Maxi
- On mange ensemble, on mange ensemble (2010)
- Grind (2009)
- SLF (2006)

### Apparition sur des compilations
- International Fashion Show (Wagram, 2008)

## Clips
- Schlager, (2013) réalisé par Rinaldo Marasco & Jérôme Piguet (La fine équipe du 45 - Vevey)
- You broke my heart Baby (2010) clip interactif réalisé par Sébastien Agnetti et Gaël Hugo (One More Studio - Paris[9])
- Grind (2010) réalisé par Marie Taillefer et Thomas Koenig
- The Secret of the Zombie (2007) réalisé par Alexandre Glariperden
- The Secret of the Zombie (2007) réalisé par Pierre Dumont et Alexandre Favre (émaf)